# 1902 у літературі

## Події
- Нобелівську премію з літератури отримав німецький письменник Теодор Моммзен

## Народилися
- 29 березня — Марсель Еме, французький письменник (помер 1967)
- 12 липня — Голота Петро Іванович, український письменник (помер 1949)
- 27 липня — Ярослав Галан, український драматург (помер 1949)
- 2 жовтня — Єжи Завейський, польський письменник

## Нові книжки
- Артур Конан-Дойл — Собака Баскервілів
- Жуль Верн — Брати Кіп
- Ольга Кобилянська — Земля
- Володимир Винниченко — Сила і краса

## Померли
- 6 квітня — Успенський Гліб Іванович, російський письменник
- 29 вересня — Еміль Золя — французький письменник (народився 1840)
- 16 листопада — Джозеф Альфред Генті — новеліст